# Paranaíba (rivier)
De Rio Paranaíba is een Braziliaanse rivier, die ontstaat in de staat Minas Gerais. Het is de voornaamste bronrivier van de Paraná, waarin zich de beroemde Iguaçu-watervallen bevinden.
De Paranaiba ontstaat in de gemeente Rio Paranaíba; na 1070 kilometer verenigt zij zich met de Rio Grande en samen vormen zij de Paraná. De rivier heeft dus een groot bekken in een zeer regenrijk gebied. Vanaf de gemeenten Coromandel en Guarda-Mor, vormt de Paranaíba de grens tussen Minas Gerais en Goiás, en, reeds dicht bij haar bron, tussen Minas Gerais en Mato Grosso do Sul.

## Stroomgebied
De Paranaíba is de voornaamste bronrivier van de Paraná. Haar bron ligt in de serra (bergen) van Mata da Corda, gemeente Rio Paranaíba (Minas Gerais) op een hoogte van 1148 meter. Aan de andere kant van deze bergen bevindt zich de bron van de Abaeté, een zijrivier van de Rio São Francisco. De samenvloeiing van de Paranaíba en de Rio Grande bevindt zich op ongeveer 1070 km van de bron van de Paranaíba. Er is daar een brug die ook een grenspunt is van de drie staten São Paulo, Minas Gerais en Mato Grosso do Sul. De Paranaíba is vooral bekend om haar rijke diamantaders en haar grote hydro-elektrische potentie.
De Rio Paranaíba laat zich in drie onderscheiden delen beschouwen:

### De hoge Paranaíba
Op een hoogte van 729 m ontvangt zij bij een brug het water van het riviertje Verde, dicht bij de plaats Contendas (Goiás). Dan buigt zij onder deze brug vrijwel haaks naar het zuidoosten, en neemt vervolgens de grens tussen Minas Gerais en Goiás. Tussen km 700 en 800 is het verhang 50 cm/km, lopend in een vallei van gemiddelde breedte, met geaccidenteerde vernauwingen tussen km 730 en 732 en tussen km 783 en 790. De oevers zijn zacht glooiend en weinig gecultiveerd.

### Midden Paranaíba

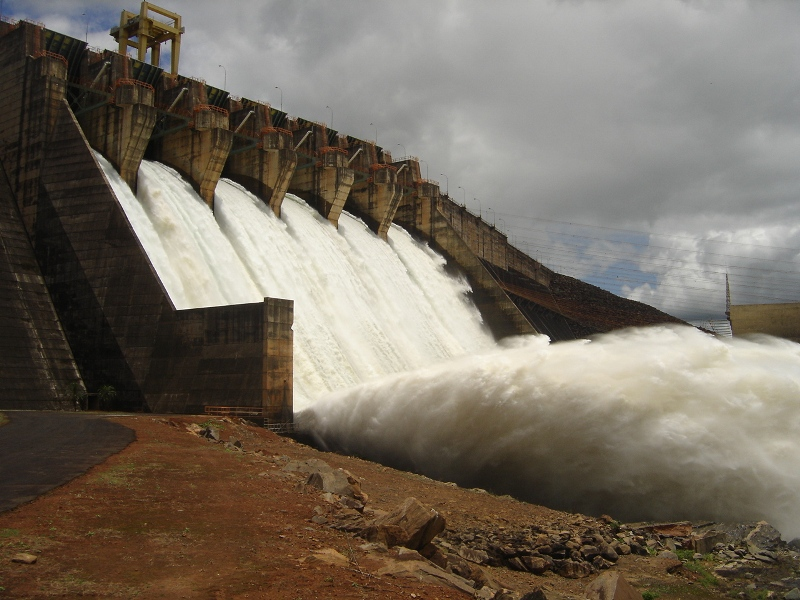
De waterkrachtcentrale van Itumbiara, in Araporã (Minas Gerais)

Dit deel loopt van km 700 tot de stuwdam van de Cachoeira Dourada (km 330) en heeft daarmee een lengte van 370 km. Tussen km 575 en 700 ontvangt de Paranaíba de volgende zijrivieren: op km 661, aan de rechteroever, de São Marcos; op km 633, aan de linkeroever, de Perdizes; op km 596, aan de rechteroever, de Bagagem. In dit segment loopt de rivier met een verhang van 1,2 m/km in een gebied met over het algemeen nauwe valleien met steile oevers (tussen 25 en 60 m). De zijrivieren van dit segment kruisen diamanthoudende lagen in de "zones van de driehoek" Minas Gerais en Goiás.
Tussen km 313 en 575 neemt de Paranaíba het water op van de volgende zijrivieren: aan de rechteroever de Verissimo, de Corumbá (km 436) en de Santa Maria; aan de linkerkant de Araguari (km 469) en het rivierje de Piedade. Het verval is hier 50 cm/km en gaat door de steden Itumbiara (km 392) en Anhanguera (km 535), beiden in het territoir van Goias en door de stad Araporã (km 392) in het mijngebied. In dit gebied bevindt zich de sinds 1981 opererende hydro-elektrische centrale van Itumbiara, gesitueerd in Araporã, toebehorend aan de Furnas Centrais Elétricas. Deze centrale heeft een opgesteld vermogen van 2800 MW en is daarmee de grootste hydrocentrale van Minas Gerais, van het complex Furnas en van de Paranaiba rivier.
De rivier presenteert een relatief brede bedding, gecultiveerd voor 20% tot 50% van het oppervlak en begint te lopen vanaf km 400 over de bekende uitgestrekte basaltplaat van het bekken van de Rio Paraná.

### De lage Paranaíba
Van de stuwdam van de waterval Dourada tot aan de samenvloeiing met de Rio Grande (330 km lengte). Tussen 195 en 330 km is er een verhang van 33 cm/km. De hydroelektrische centrale van de waterval Dourado is gebouwd op dit traject.
Op drie kilometer van de brug in de hoofdweg BR-31 stort de Paranaíba, hier 3500 m breed, in een kanaal van 300 m breedte dat zich verderop vernauwt tot nauwelijks 80 m, en veroorzaakt dus grote turbulentie en een hoge stroomsnelheid. In dit deel bevindt zich de waterkrachtcentrale van Sao Simao met een vermogen van 2680 MW.
De rivier is bevaarbaar vanaf de Ilha Solteiradam over een lengte van 180 km tot aan de dam van de Sao Simao.